# Comuna Regina Maria, Soroca
Comuna Regina Maria este o comună din raionul Soroca, Republica Moldova. Este formată din satele Regina Maria (sat-reședință) și Lugovoe.

## Demografie
Conform datelor recensământului din 2014, comuna are o populație de 674 de locuitori. La recensământul din 2004 erau 718 locuitori.

## Administrație și politică
Componența Consiliului local Regina Maria (9 consilieri), ales la 5 noiembrie 2023, este următoarea:
|  | Partid                                       | Consilieri | Componență | Componență | Componență | Componență | Componență |
|  | -------------------------------------------- | ---------- | ---------- | ---------- | ---------- | ---------- | ---------- |
|  | Partidul Social Democrat European            | 5          |            |            |            |            |            |
|  | Partidul Socialiștilor din Republica Moldova | 3          |            |            |            |            |            |
|  | Partidul Acțiune și Solidaritate             | 1          |            |            |            |            |            |